# Morski konjic
Morski konjici (Hippocampus) su stanovnici mora nesvakidašnjeg oblika, izgleda kao šahovska figura. To su ribe iz nadrazreda koštunjača, porodice šiljogubaca (Syngnathidae). Pliva uspravno i može umaknuti svojim neprijateljima tako što će poprimiti boju podvodnog bilja. Morski su konjici ljupki stanovnici toplijih mora, u vodi ravnomjerno lebde, pri čemu ih uspravnima drži leđna peraja. Postoje 54 vrste morskih konjica, od 2,5 cm velike patuljaste vrste do 25 cm velikoga malajskoga morskoga konjica.

## Životni prostor
Morskog konjica nalazimo obično na morskom dnu obraslom morskom travom, u toplim plitkim vodama. Međutim neke vrste više vole blatna i pjeskovita područja, druge opet nalazimo na koraljima, spužvama te na korijenju mangrove. U svakom slučaju nailazimo na morskog konjica u blizini morskih struja, gdje im je osigurana dovoljna količina njihove glavne hrane-planktona.
Da ih struje ne bi odnijele, dugim se repom ovijaju oko najbliže biljke. Repovi su posebno prikladni za hvatanje.

## Hrana i način prehrane
Morski konjici stalno jedu. Hrane se planktonom ili drugim vrlo malim morskim životinjama kao što su ribice.
Morski konjici mogu pomicati jedno oko neovisno o drugome tako da mogu pratiti kretanje manjih morskih životinja u svojoj okolini, a da pritom ne odaju svoju nazočnost. Kad utvrde da im je plijen dostupan, hitro ga zgrabe ili ga s udaljenosti od 3 centimetra jednostavno usišu.
Morski konjic odvraća pozornost svojih neprijatelja dugim kožnim nitima te zaštitnom bojom kojom oponaša morske biljke među kojima živi.

## Razmnožavanje
Nakon dugog i bučnog udvaranja-više dana se pokazuje, često mijenja boju te uvrtanjem glave proizvodi plješčuće šumove-odložit će ženka jajašca u trbušnu vrećicu mužjaka. Mužjak je zatim odgovoran za održavanje mrijesta. Nakon oplodnje jajašca u trbušnoj vrećici ostaju sve dok se ne razviju u ličinke. Za razliku od drugih životinja mužjak proizvodi i posebnu hranidbenu tekućinu za embrije. Na kraju razdoblja sazrijavanja mužjak ispušta mladunce da slobodno plivaju u moru. U tropskim vodama pare se tijekom cijelog ljeta,u hladnijim vodama u proljeće i ljeti. Vrijeme parenja se poklapa s punim mjesecom.
- Inkubacija jajašaca: obično 14 do 28 dana, ovisno o temperaturi vode
- Broj mladunaca: oko 50, ovisno o vrsti

## Rasprostranjenost
Živi duž obale Indonezije do Australije, atlantske obale Europe, Afrike i Sjeverne Amerike te u Sredozemlju i Jadranskom moru. Neke vrste žive i u vodama na pacifičkoj obali Amerike.

## Vrste
Trenutno ima 54 poznate vrste morskih konjica:
1. Hippocampus abdominalis Lesson, 1827
2. Hippocampus alatus Kuiter, 2001
3. Hippocampus algiricus Kaup, 1856
4. Hippocampus angustus Günther, 1870
5. Hippocampus barbouri Jordan & Richardson, 1908
6. Hippocampus bargibanti Whitley, 1970
7. Hippocampus biocellatus Kuiter, 2001
8. Hippocampus borboniensis 	Duméril, 1870
9. Hippocampus breviceps Peters, 1869
10. Hippocampus camelopardalis Bianconi, 1854
11. Hippocampus capensis Boulenger, 1900
12. Hippocampus colemani Kuiter, 2003
13. Hippocampus comes Cantor, 1849
14. Hippocampus coronatus Temminck & Schlegel, 1850
15. Hippocampus curvicuspis Fricke, 2004
16. Hippocampus debelius Gomon & Kuiter, 2009
17. Hippocampus denise Lourie & Randall, 2003
18. Hippocampus erectus Perry, 1810
19. Hippocampus fisheri Jordan & Evermann, 1903
20. Hippocampus fuscus Rüppell, 1838
21. Hippocampus grandiceps Kuiter, 2001
22. Hippocampus guttulatus Cuvier, 1829
23. Hippocampus hendriki Kuiter, 2001
24. Hippocampus hippocampus (Linnaeus, 1758)
25. Hippocampus histrix Kaup, 1856
26. Hippocampus ingens Girard, 1858
27. Hippocampus jayakari Boulenger, 1900
28. Hippocampus jugumus Kuiter, 2001
29. Hippocampus kelloggi Jordan & Snyder, 1901
30. Hippocampus kuda Bleeker, 1852
31. Hippocampus lichtensteinii Kaup, 1856
32. Hippocampus minotaur Gomon, 1997
33. Hippocampus mohnikei Bleeker, 1853
34. Hippocampus montebelloensis Kuiter, 2001
35. Hippocampus multispinus Kuiter, 2001
36. Hippocampus paradoxus Foster & Gomon, 2010
37. Hippocampus patagonicus Piacentino & Luzzatto, 2004
38. Hippocampus pontohi Lourie & Kuiter, 2008
39. Hippocampus procerus Kuiter, 2001
40. Hippocampus pusillus Fricke, 2004
41. Hippocampus queenslandicus Horne, 2001
42. Hippocampus reidi Ginsburg, 1933
43. Hippocampus satomiae Lourie & Kuiter, 2008
44. Hippocampus semispinosus Kuiter, 2001
45. Hippocampus sindonis Jordan & Snyder, 1901
46. Hippocampus spinosissimus Weber, 1913
47. Hippocampus subelongatus Castelnau, 1873
48. Hippocampus suezensis Duncker, 1940
49. Hippocampus trimaculatus Leach, 1814
50. Hippocampus tyro Randall & Lourie, 2009
51. Hippocampus waleananus Gomon & Kuiter, 2009
52. Hippocampus whitei Bleeker, 1855
53. Hippocampus zebra 	Whitley, 1964
54. Hippocampus zosterae Jordan & Gilbert, 1882